# Latouchia batuensis
Latouchia batuensis là một loài nhện trong họ Ctenizidae.
Loài này thuộc chi Latouchia. Latouchia batuensis được miêu tả năm 1962 bởi Carl Friedrich Roewer.